# Плужине
Плужине је град и сједиште истоимене општине у Црној Гори. Према попису из 2023. било је 1.102 становника. Налази се на самој обали Пивског језера. У Плужинама су Срби апсолутно већинско становништво.

## Географија
Општина Плужине је по величини простора седма општина у Црној Гори. Општина се налази на северозападу Црне Горе, уз границу Босне и Херцеговине. Историјски, она је старохерцеговачки крај и налази се у централним деловима Старе Херцеговине. Црној Гори је прикључена послије Берлинског конгреса 1878. године. Општина се у ужем, регионалном смислу, може означити као дио простране дурмиторске регије којој припадају општине Плужине, Шавник и Жабљак, односно крајеви Пива, Дробњаци, Ускоци, Језера и Шаранци, због чега у народу постоји осјећај припадности пивском племену.
Општина има јасне природне границе. Најчешће су то планински гребени, а само према североистоку је то река Тара која је такође јасна природна граница. са истока је одвојена гребенима Дурмитора и кањоном Сушице од општине Жабљак. Са југо-истока јужним обронцима Дурмитора и кањоном Комарнице од Општина Шавник. Од [[Општине Никшић према југу одвојена је гребенима Војника и Јаворка, а на западу гребеном Голије. Од Општине Гацко и Општине Фоча у Босни и Херцеговини, односно Републици Српској према западу одвојена је Леденицом, превојем Равно, Волујаком и Маглићем, а северна граница почиње од Маглића, преко Улобића и Вучева, пада на Шћепан Поље код саставака Пиве и Таре; од Шћепан Поља граница се наставља узводно Таром до Калуђероваче у Тепцима.
Површина Општине износи 854 km2. Највиша тачка у Општини је Боботов кук на 2522 метара над морем. Граница општине Плужине према општини Жабљак иде преко Боботовог Кука, који је уједно и највиши врх Дурмитора. Најнижа тачка у Општини је на саставцима Пиве и Таре, код Шћепан Поља и износи 433 м над морем. Територија у највећем обиму припада морфолошком сливу Пиве и притоке Комарнице, потом сливу Таре, а само малим делом сливовима Зете, Требишњице и Сутјеске.
Реке Пива, Тара и Комарница усекле су кањоне на малом простору који се дижу изнад њихових корита. Јединствени кањон Таре је други по дубини кањон у свету, после кањона Колорадо у Америци. Изградњом Хидроелектране „Пива” потопљен је највећи дио кањона Пиве и Комарнице. Реку Пиву која је својим читавим током текла кроз територију Општине, преградила је 1975. године бетонска лучна брана висока 220 m, а вештачко Пивско језеро дуго 42 km, потопило је највећи део кањона Пиве и Комарнице и поделило територију Општине на два дела.
Изградњом Хидроелектране „Пива” потопљено је првобитно насеље Плужине, тадашњи општински центар. Садашњи, нови општински центар изграђен је непосредно уз акумулацију ХЕ „Пива”.
Шуме, планински пашњаци, лепоте Дурмитора, Маглића, Волујака и других планина, ледничка језера: Трновачко, Стабањска, Велико и Мало Шкрчко су изузетне природне лепоте за посету и развој туризма.

## Саобраћај
Најважнија саобраћајница која пролази средином територије Општине је магистрални пут Подгорица-Сарајево који заједно са путевима Плужине-Трса-Жабљак, Плужине-Гацко и локалном путевима, омогућавају развој и коришћење природних ресурса Општине: шума, пољопривредног земљишта, хидро потенцијала и природних лепота.

## Историја
Овде се 1943. године догодио Злочин у Долима. Становништво је значајно страдало од стране окупатора током Другог свјетског рата.

## Демографија
У насељу Плужине живи 1069 пунолетних становника, а просечна старост становништва износи 33,3 година (32,6 код мушкараца и 33,9 код жена). У насељу има 457 домаћинстава, а просечан број чланова по домаћинству је 3,27.
Становништво у овом насељу је већинско српско, а у последња три пописа, примећен је пораст у броју становника.
|  |

| Демографија | Демографија | Демографија |
| Година      | Становника  | Становника  |
| ----------- | ----------- | ----------- |
|             |             |             |
|             |             |             |
|             |             |             |
|             |             |             |
| 1948.       | 260         |             |
| 1953.       | 259         |             |
| 1961.       | 474         |             |
| 1971.       | 596         |             |
| 1981.       | 730         |             |
| 1991.       | 1.458       | 1.453       |
| 2003.       | 1.495       | 1.494       |
| 2011.       |             | 1.341       |
|             |             |             |

| Етнички састав према попису из 2003.‍ | Етнички састав према попису из 2003.‍ | Етнички састав према попису из 2003.‍ | Етнички састав према попису из 2003.‍ | Етнички састав према попису из 2003.‍ |
| ------------------------------------ | ------------------------------------ | ------------------------------------ | ------------------------------------ | ------------------------------------ |
|                                      |                                      |                                      |                                      |                                      |
| Срби                                 | Срби                                 |                                      | 955                                  | 63,92%                               |
| Црногорци                            | Црногорци                            |                                      | 445                                  | 29,78%                               |
| Југословени                          | Југословени                          |                                      | 4                                    | 0,26%                                |
| Хрвати                               | Хрвати                               |                                      | 1                                    | 0,06%                                |
| Словенци                             | Словенци                             |                                      | 1                                    | 0,06%                                |
| Муслимани                            | Муслимани                            |                                      | 1                                    | 0,06%                                |
| непознато                            | непознато                            |                                      | 6                                    | 0,40%                                |

| \| \| м \| \| \| ж \| \| ? \| 1 \| \| \| 0 \| \| 80+ \| 5 \| \| \| 8 \| \| 75—79 \| 4 \| \| \| 12 \| \| 70—74 \| 8 \| \| \| 15 \| \| 65—69 \| 17 \| \| \| 28 \| \| 60—64 \| 23 \| \| \| 28 \| \| 55—59 \| 33 \| \| \| 36 \| \| 50—54 \| 64 \| \| \| 44 \| \| 45—49 \| 70 \| \| \| 58 \| \| 40—44 \| 68 \| \| \| 71 \| \| 35—39 \| 61 \| \| \| 53 \| \| 30—34 \| 47 \| \| \| 53 \| \| 25—29 \| 51 \| \| \| 45 \| \| 20—24 \| 47 \| \| \| 68 \| \| 15—19 \| 60 \| \| \| 67 \| \| 10—14 \| 69 \| \| \| 66 \| \| 5—9 \| 59 \| \| \| 60 \| \| 0—4 \| 54 \| \| \| 41 \| \| Просек : \| 53 \| \| \| 10 \| |    |  |  |    |
| |    |  |  |    |
| | м  |  |  | ж  |
| ? | 1  |  |  | 0  |
| 80+ | 5  |  |  | 8  |
| 75—79 | 4  |  |  | 12 |
| 70—74 | 8  |  |  | 15 |
| 65—69 | 17 |  |  | 28 |
| 60—64 | 23 |  |  | 28 |
| 55—59 | 33 |  |  | 36 |
| 50—54 | 64 |  |  | 44 |
| 45—49 | 70 |  |  | 58 |
| 40—44 | 68 |  |  | 71 |
| 35—39 | 61 |  |  | 53 |
| 30—34 | 47 |  |  | 53 |
| 25—29 | 51 |  |  | 45 |
| 20—24 | 47 |  |  | 68 |
| 15—19 | 60 |  |  | 67 |
| 10—14 | 69 |  |  | 66 |
| 5—9 | 59 |  |  | 60 |
| 0—4 | 54 |  |  | 41 |
| Просек : | 53 |  |  | 10 |

| Број домаћинстава према пописима из периода 1948—2003. | Број домаћинстава према пописима из периода 1948—2003. | Број домаћинстава према пописима из периода 1948—2003. | Број домаћинстава према пописима из периода 1948—2003. | Број домаћинстава према пописима из периода 1948—2003. | Број домаћинстава према пописима из периода 1948—2003. | Број домаћинстава према пописима из периода 1948—2003. | Број домаћинстава према пописима из периода 1948—2003. |
| Година пописа                                          | 1948.                                                  | 1953.                                                  | 1961.                                                  | 1971.                                                  | 1981.                                                  | 1991.                                                  | 2003.                                                  |
| ------------------------------------------------------ | ------------------------------------------------------ | ------------------------------------------------------ | ------------------------------------------------------ | ------------------------------------------------------ | ------------------------------------------------------ | ------------------------------------------------------ | ------------------------------------------------------ |
| Број домаћинстава                                      | 56                                                     | 60                                                     | 131                                                    | 170                                                    | 237                                                    | 463                                                    | 458                                                    |

| Број домаћинстава по броју чланова према попису из 2003. | Број домаћинстава по броју чланова према попису из 2003. | Број домаћинстава по броју чланова према попису из 2003. | Број домаћинстава по броју чланова према попису из 2003. | Број домаћинстава по броју чланова према попису из 2003. | Број домаћинстава по броју чланова према попису из 2003. | Број домаћинстава по броју чланова према попису из 2003. | Број домаћинстава по броју чланова према попису из 2003. | Број домаћинстава по броју чланова према попису из 2003. | Број домаћинстава по броју чланова према попису из 2003. | Број домаћинстава по броју чланова према попису из 2003. | Број домаћинстава по броју чланова према попису из 2003. |
| Број чланова                                             | 1                                                        | 2                                                        | 3                                                        | 4                                                        | 5                                                        | 6                                                        | 7                                                        | 8                                                        | 9                                                        | 10 и више                                                | Просек                                                   |
| -------------------------------------------------------- | -------------------------------------------------------- | -------------------------------------------------------- | -------------------------------------------------------- | -------------------------------------------------------- | -------------------------------------------------------- | -------------------------------------------------------- | -------------------------------------------------------- | -------------------------------------------------------- | -------------------------------------------------------- | -------------------------------------------------------- | -------------------------------------------------------- |
| Број домаћинстава                                        | 457                                                      | 107                                                      | 59                                                       | 65                                                       | 115                                                      | 73                                                       | 23                                                       | 10                                                       | 4                                                        | 1                                                        | 0                                                        |

| Пол    | Укупно | Неожењен/Неудата | Ожењен/Удата | Удовац/Удовица | Разведен/Разведена | Непознато |
| ------ | ------ | ---------------- | ------------ | -------------- | ------------------ | --------- |
| Мушки  | 559    | 232              | 311          | 11             | 4                  | 1         |
| Женски | 586    | 205              | 306          | 64             | 10                 | 1         |
| УКУПНО | 1.145  | 437              | 617          | 75             | 14                 | 2         |

| Пол    | Укупно                    | Пољопривреда, лов и шумарство | Рибарство                            | Вађење руде и камена | Прерађивачка индустрија       |
| ------ | ------------------------- | ----------------------------- | ------------------------------------ | -------------------- | ----------------------------- |
| Мушки  | 361                       | 25                            | 3                                    | 0                    | 52                            |
| Женски | 277                       | 13                            | 0                                    | 0                    | 22                            |
| Укупно | 638                       | 38                            | 3                                    | 0                    | 74                            |
|        |                           |                               |                                      |                      |                               |
| Пол    | Производња и снабдевање   | Грађевинарство                | Трговина                             | Хотели и ресторани   | Саобраћај, складиштење и везе |
| Мушки  | 101                       | 3                             | 21                                   | 22                   | 15                            |
| Женски | 37                        | 1                             | 45                                   | 65                   | 1                             |
| Укупно | 138                       | 4                             | 66                                   | 87                   | 16                            |
|        |                           |                               |                                      |                      |                               |
| Пол    | Финансијско посредовање   | Некретнине                    | Државна управа и одбрана             | Образовање           | Здравствени и социјални рад   |
| Мушки  | 1                         | 1                             | 53                                   | 20                   | 12                            |
| Женски | 3                         | 0                             | 24                                   | 19                   | 26                            |
| Укупно | 4                         | 1                             | 77                                   | 39                   | 38                            |
|        |                           |                               |                                      |                      |                               |
| Пол    | Остале услужне активности | Приватна домаћинства          | Екстериторијалне организације и тела | Непознато            | Непознато                     |
| Мушки  | 27                        | 0                             | 0                                    | 5                    | 5                             |
| Женски | 18                        | 0                             | 0                                    | 3                    | 3                             |
| Укупно | 45                        | 0                             | 0                                    | 8                    | 8                             |

## Партнерски градови
Плужине су побратимљене са сљедећим градовима:
- Краљево, Србија
- Мосте, Љубљана, Словенија

## Познате личности
- Јаглика Аџић, позната као Света мученица Јаглика Пивљанка, светитељка Српске Православне Цркве
- Видоје Жарковић, југословенски политичар, предсједник Скупштине Социјалистичке Републике Црне Горе (1969-1974)
- Марко Кулић, народни херој Југославије
- Драгојло Николић, познат као Бајо Пивљанин, српски хајдучки четобаша и харамбаша
- Лазар Сочица, црногорски војвода који се истакао током Невесињске пушке
- Стојан Чупић, познат као Змај од Ноћаја, један од најпознатијих војвода током Првог српског устанка
- Симо Кецојевић, српски герилац у Косовском вилајету, Призренски војвода, један од вођа Топличког устанка, пољопривредник, политичар, четнички војвода, партизански командант, учесник Балканских ратова, Првог и Другог Свјетског Рата
- Шћепан Кецојевић, српски герилац у Косовском вилајету, војвода Прилепа, један од вођа Топличког устанка, учесник Балканских ратова и Првог Свјетског Рата
- Ристо Сочица, познат као Мујо Сочица, српски правник и политичар, бан Зетске Бановине (1934-1936)